# Glabrilaria pedunculata
Glabrilaria pedunculata is een mosdiertjessoort uit de familie van de Cribrilinidae. De wetenschappelijke naam van de soort is, als Puellina pedunculata, voor het eerst geldig gepubliceerd in 1956 door Gautier.